# Prof. Dr. Leo Kannerschool
De Prof. Dr. Leo Kannerschool is een onderwijsinstelling voor speciaal onderwijs in Oegstgeest. Ze is bedoeld voor mensen met een diagnose binnen het autistisch spectrum met een cluster-IV-indicatie: kinderen met een vorm van ASS (AutismeSpectrumStoornis), PDD-NOS, McDD of Asperger. De school is vernoemd naar de Oostenrijks-Amerikaanse kinderpsychiater Leo Kanner en is in 1968 opgericht in Oegstgeest. 
In Oegstgeest bevinden zich twee locaties. Namelijk een SO (een basisschool met groepen 1 t/m 8) en een VSO waar basiskader en praktijkonderwijs wordt gegeven.
Ook is er nog een locatie in Leiden (het Leo Kannercollege en in Leiderdorp het P.C. Hooft college. Vernoemd naar een van de voormalige directeuren van de school, Peter Hooft.

## Zoetermeer
De school heeft in een samenwerkingsverband met de Stichting Jeugdformaat een nevenvestiging in Zoetermeer met de naam De  Musketier. De  Musketier is de enige cluster-IV-school in Zoetermeer en omgeving. Daarom wordt er ook onderwijs gegeven aan kinderen met bijvoorbeeld ADHD, OGG, hechtingsproblematiek, sociale problematiek en angststoornissen.

## Leo Kanner Onderwijsgroep
De school maakt deel uit van de Leo Kanner Onderwijsgroep. Deze organisatie beheert naast de twee basisscholen vier scholen voor voortgezet speciaal onderwijs. De directie en administratie van de groep zijn gevestigd in Oegstgeest.
Alleen een kind met een cluster-IV-indicatie kan aangemeld worden voor de school.